# Liste der Monuments historiques in Méligny-le-Petit
Die Liste der Monuments historiques in Méligny-le-Petit führt die Monuments historiques in der französischen Gemeinde Méligny-le-Petit auf.

## Liste der Objekte
| Bezeichnung               | Beschreibung                             | Standort                                     | Kennzeichnung | Schutzstatus | Datum | Bild |
| ------------------------- | ---------------------------------------- | -------------------------------------------- | ------------- | ------------ | ----- | ---- |
| Epitaph für Pierre Denaix | Stein, bezeichnet 1698                   | in der Kirche Invention-de-St-Étienne (Lage) | PM55002068    | Inscrit      | 1993  |      |
| Grabstein                 | nicht lesbar; Kalkstein, 16. Jahrhundert | in der Kirche Invention-de-St-Étienne (Lage) | PM55002069    | Inscrit      | 1993  |      |
| Skulptur Heiliger Stephan | Stein, farbig gefasst, 17. Jahrhundert   | in der Kirche Invention-de-St-Étienne (Lage) | PM55002070    | Inscrit      | 1994  |      |